# Kenneth Scott Latourette
Kenneth Scott Latourette (Oregón City, 6 de agosto de 1884-26 de diciembre de 1968) fue un historiador estadounidense especializado en China, Japón y el cristianismo. Su trayecto vital se formó con sus experiencias a principios del siglo XX como misionero y docente cristiano en China. Pese a que no llegó a aprender la lengua, fue reconocido por sus magistrales estudios académicos sobre la historia del cristianismo, de China y de las relaciones de Estados Unidos con el Asia oriental.

## Formación
Latourette nació en Oregón City, en el estado norteamericano de Oregón, del matrimonio de DeWitt Clinton Latourette y Ella Scott Latourette. Sus progenitores se licenciaron en 1878 en la Universidad Pacific de Forest Grove, y su padre ejercía en Oregón City como abogado.
En 1904, Latourette recibió su licenciatura de la Universidad de Linfield de Oregón en 1904 y continuó su educación en la Universidad de Yale de New Haven (Connecticut), donde adquirió una nueva licenciatura en 1906, una maestría en 1907 y el doctorado en 1909.

## Carrera
De 1909 a 1910, Latourette ejerció como secretario itinerante del Student Volunteer Movement for Foreign Missions, organización evangélica fundada en 1886 y dedicada a reclutar estudiantes universitarios para misiones de evangelización.
Entre 1910 y 1912 ejerció como docente en la Yali School, escuela secundaria de la universidad de Yale en la ciudad china de Changsha (provincia de Hunan), hasta verse obligado a regresar a los Estados Unidos por razones de salud. Tras recuperarse, fue empleado en el Reed College, colegio de artes liberales de Portland (Oregón), donde enseñó Historia de 1914 a 1916. En este año se trasladó a Denison University, institución similar en Granville (Ohio) y enseñó allí hasta 1921. En 1918 fue ordenado como pastor bautista.
En 1921, Latourette integró la facultad de Teología de la Universidad de Yale. Allá desempeñó hasta 1949 la cátedra de profesor de Misiones y Cristianismo Mundial D. Willis James. En 1938 fue nombrado presidente del departamento de Religión de Yale y en 1946 fue ascendido a director de estudios de graduado de la escuela de teología de la universidad. Entre 1949 y 1953 ostentó el rango de profesor Sterling, el más alto de Yale, de Misiones e Historia Oriental. En ese año se retiró y ejerció como emérito hasta su deceso en 1968.
Latourette murió a los 84 años de edad al impactarlo por accidente un automóvil frente a su casa familiar de Oregón City.

## Otros logros
Latourette presidió la American Historical Association —la decana y mayor de las asociaciones de historiadores de Estados Unidos—, la iglesia bautista American Baptist Convention, la asociación misionera American Baptist Foreign Mission Society y la fundación International Christian University de Japón.
La facultad de Teología de Yale mantiene un programa llamado Latourette Initiative, dedicado a la documentación del cristianismo y sus misiones en distintos lugares del mundo.